# ジョシュア・クローズ
ジョシュア・クローズ（Joshua Close, 1981年8月31日 - ）はカナダ・オンタリオ州オークビル出身の俳優。ジョシュ・クローズ（Josh Close）の名義でも活動している｡

## 略歴
2002年の『K-19』で映画デビュー｡
いくつかのインディペンデント映画に出演後､2005年の『エミリー・ローズ』でエミリー・ローズの恋人であるジェイソン役を演じたほか､2007年の『ダイアリー・オブ・ザ・デッド』では､ゾンビに世界を侵食されていく様子をビデオ撮影する主人公（『エミリー・ローズ』の時と同じく役名はジェイソン）役で主演している｡
その他､『エミリー・ローズ』のスコット・デリクソン監督の次作の『地球が静止する日』にも出演｡
テレビドラマではアンバー・タンブリン､ジェレミー・レナーと共演した『The Unusuals』やスティーヴン・スピルバーグとトム・ハンクスが製作総指揮に携わった『ザ・パシフィック』に出演している｡

## 出演作品
- K-19 K-19: The Widowmaker (2002)
- イノセント・ラブ A Home at the End of the World (2004) ノンクレジット
- エミリー・ローズ The Exorcism of Emily Rose (2005)
- クライヴ・バーカー ヘルゾンビ The Plague (2006) ジョシュ・クローズの名義で出演
- ダイアリー・オブ・ザ・デッド Diary of the Dead (2007) ジョシュ・クローズの名義で出演
- 地球が静止する日 The Day the Earth Stood Still (2008)
- ザ・マスター The Master (2012)
- FARGO/ファーゴ Fargo (2014)  (テレビドラマ)
- ブレイン・ゲーム Solace (2015)